# 圣韦兹
圣韦兹（法語：Saint-Vaize，法語發音：[sɛ̃ vɛz]）是法国滨海夏朗德省的一个市镇，位于该省中部偏东，属于桑特区。

## 地理
圣韦兹（45°48'44"N, 0°37'52"W）面积4.61 平方千米，位于法国新阿基坦大区滨海夏朗德省，该省份为法国西部滨海省份，北起旺代省，西临大西洋，南至吉倫特省，东南接多爾多涅省，东北接德塞夫勒省接壤，东临夏朗德省。
与圣韦兹接壤的市镇（或旧市镇、城区）包括：夏朗德河畔比萨克、勒杜埃、昂沃港、塔耶堡。

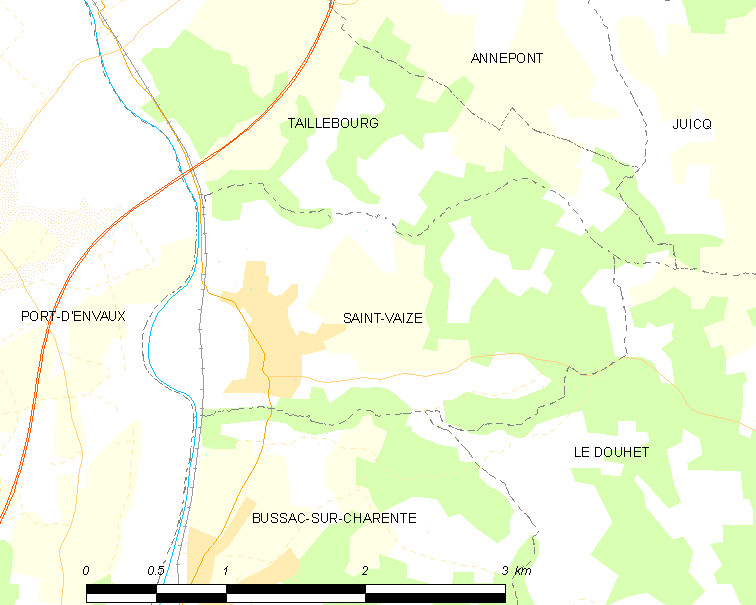
圣韦兹的OSM定位图

圣韦兹的时区为UTC+01:00、UTC+02:00（夏令时）。

## 行政
圣韦兹的邮政编码为17100，INSEE市镇编码为17412。

## 政治
圣韦兹所属的省级选区为沙尼耶县。

## 人口

1962-2008年间圣韦兹人口变化图示

圣韦兹于2022年1月1日时的人口数量为628人。